# Tahr arabský
Tahr arabský (Arabitragus jayakari) je druh tahra, žijící na Arabském poloostrově, především v Ománu a Spojených arabských emirátech. Až do nedávné doby byl řazen do rodu Hemitragus, společně s tahrem himálajským, avšak na základě molekulární studie byl přeřazen do monotypického rodu Arabitragus.
Tahr arabský je blízce příbuzný s paovcí hřívnatou.

## Popis
Tahr arabský je nejmenší ze tří druhů tahrů (tahr himálajský, arabský a jihoindický). Je to podsaditý druh kozy s rohy stočenými směrem dozadu, které mají jak samci, tak samice. Samci jsou ale mnohem robustnější než jejich protějšky. Mimo to mají i působivé hřívy, které od krku postupem času rostou až na hřbet. Srst u obou pohlaví je dlouhá, hustá, načervenale hnědá a na zádech tvoří černý pruh. Starého samce lze od mladého poznat lehce; starým samcům tahra arabského postupně úplně zčerná tlama. Kopyta tahrů jsou pružná, elastická jádra, která jim umožňují udržet se na hladkých skalách a tvrdé a ostré okraje jim slouží jako opora.

## Výskyt a taxonomie
Tahr arabský se vyskytuje na strmých skalnatých svazích pohoří Hajar v sultanátu Omán a Spojených arabských emirátech. Žije v nadmořské výšce až 1 800 metrů nad mořem.
Druh tahr arabský byl poprvé popsán na základě vzorků získaných od doktora Jayakara z Jebel Taw. Původně byl tento druh pojmenován Hemitragus jayakari a byl tedy zařazen do rodu společného pro všechny tři druhy tahrů, avšak v roce 2005 byly provedeny molekulární studie, na jejichž základě se zjistilo, že všechny tři druhy tahrů si nejsou až tak příbuzné, jak se předpokládalo. Ukázalo se totiž, že zatímco tahr himálajský a arabský jsou příbuzní spíše kozám a zejména tahr arabský rovněž paovci hřívnaté, tahr jihoindický je vývojově bližší ovcím. Tak byl každý tahr přeřazen do monotypického rodu.

## Ekologie
Na rozdíl od ostatních druhů tahrů, tahr arabský žije osaměle nebo jen v malých skupinkách, které se skládají ze samice a jejích mláďat, popřípadě i samce. Při období páření se tahrové shromažďuje do stád a samotná březost samic trvá 140 až 145 dní.
Tahrové se živí trávou, keři, listy a plody všech stromů. Jsou silně závislí na vodě a v létě potřebují pít každé dva nebo tři dny, což je pro savce žijící na strmých kamenitých svazích Arabského poloostrova netypické. Když se chtějí napít, musí sestoupit z hor k říčním tokům zvaným vádí a pokud tok vyschne, jsou nuceni se přesunout.

## Ohrožení
Tahr arabský je dle IUCN ohrožený druh a to především kvůli pytláctví, ničení jejich přirozeného prostředí, vysychání pramenů ale také kvůli urbanizaci. Lidé, kteří žili na vesnicích, se často přesouvají do měst a velkých aglomerací a často nechávají vesnická zvířata zdivočet, takže místa, který původní obývali jen tahrové, teď jsou sdílena i ovcemi, kozami a dobytkem. Těžba nerostných surovin je další příčinou snižování jejich populace. Mimo to je tahr arabský častou kořistí levharta arabského.
První snahy o záchranu tahrů arabských začaly v roce 1973, kdy se začalo spekulovat o jejich ochraně. O dva roky později, roku 1975, byla ochrana udělala pro pohoří Hajar. V roce 1980 bylo v Ománu zřízeno středisko pro chov a rozmnožení těchto savců, kteří měli být následně vypuštěni do přírody. Do chovného programu jsou v současné době zapojeny tři instituce; jedna z Ománu, dvě z Arabských emirátů.